# New Orleans Saints 2002
La stagione 2002 dei New Orleans Saints è stata la 36ª della franchigia nella National Football League. Con un record di 9-7 la squadra si classificò al terzo posto della propria division, mancando i playoff per il secondo anno consecutivo malgrado l'avere avuto il terzo miglior attacco della lega.

## Scelte nel Draft 2002
| Scelte dei Saints nel Draft 2002               |        |                     |                |                  |
| Giro                                           | Scelta | Giocatore           | Ruolo          | College          |
| 1                                              | 13     | Donté Stallworth    | Wide receiver  | Tennessee        |
| 1                                              | 25     | Charles Grant       | Defensive end  | Georgia          |
| 2                                              | 44     | LeCharles Bentley * | Guard          | Ohio State       |
| 3                                              | 82     | James Allen         | Linebacker     | Oregon State     |
| 4                                              | 125    | Keyuo Craver        | Defensive back | Nebraska         |
| 5                                              | 150    | Mel Mitchell        | Defensive back | Western Kentucky |
| 6                                              | 186    | J.T. O'Sullivan     | Quarterback    | UC Davis         |
| 6                                              | 196    | John Gilmore        | Tight end      | Penn State       |
| 7                                              | 224    | Derrius Monroe      | Defensive end  | Virginia Tech    |
| * Convocato per almeno un Pro Bowl in carriera |        |                     |                |                  |

## Roster
| Roster dei New Orleans Saints nel 2002 |
| --- |
| Quarterback - 2 Aaron Brooks - 12 Jake Delhomme Running Back - 48 James Fenderson - 28 Curtis Keaton - 25 Fred McAfee - 26 Deuce McAllister - 44 Terrelle Smith FB Wide Receiver - 87 Joe Horn - 89 Derrick Lewis - 84 Michael Lewis - 80 Jerome Pathon - 86 Jake Reed - 83 Donté Stallworth Tight End - 81 Lamont Hall - 88 David Sloan - 82 Boo Williams Offensive Linemen - 65 LeCharles Bentley G - 71 Spencer Folau G - 62 Jerry Fontenot C - 64 Kendyl Jacox G - 66 Victor Riley T - 74 Scott Sanderson T - 68 Kyle Turley T Defensive Linemen - 92 Martin Chase DT - 94 Charles Grant DE - 99 Norman Hand DT - 93 Darren Howard DE - 91 Grady Jackson DT - 90 Kenny Smith DT - 98 Willie Whitehead DE Linebacker - 50 James Allen - 51 Bryan Cox - 52 Sedrick Hodge - 53 Roger Knight - 54 Darrin Smith OLB Defensive Back - 20 Jay Bellamy FS - 43 Keyuo Craver - 37 Steve Gleason SS - 27 Ken Irvin CB - 29 Sammy Knight S - 22 Fred Thomas CB - 21 Dale Carter CB Special Team - 3 John Carney K - 6 Dirk Johnson P - 47 Kevin Houser LS Lista delle riserve - 4 Toby Gowin P (IR) - 36 Michael Hawthorne CB (IR) |
| Legenda - I rookie sono in corsivo. - Il primo ruolo è il principale mentre gli eventuali successivi indicano i ruoli secondari. - (IR) sta per Injured Reserve ed indica la lista ristretta per un solo giocatore infortunato che può tornare ad allenarsi dopo la settimana 6 e a rientrare in prima squadra dopo che questa ha giocato 8 partite. - (NF-Inj.) / (NF-Ill.) stanno rispettivamente per Non-Football Injured e Non-Football Illness ed indicano le liste dove viene inserito un giocatore che ha un infortunio o una malattia non dipendente dal football americano. - (PUP) sta per Physically Unable to Perform ed indica la lista dove viene inserito un giocatore mentre è in attesa di recuperare la condizione fisica. Nella stagione regolare dopo la sesta partita giocata dalla propria squadra, il giocatore ha tempo tre settimane per riprendere ad allenarsi, più tre settimane aggiuntive dal suo rientro agli allenamenti per rientrare in prima squadra. |

## Calendario
| Stagione regolare |                         |                    |        |
| Turno             | Avversario              | Risultato          | Record |
| 1                 | at Tampa Bay Buccaneers | V 26–20 dts        | 1–0    |
| 2                 | Green Bay Packers       | V 35–20            | 2–0    |
| 3                 | at Chicago Bears        | V 29–23            | 3–0    |
| 4                 | at Detroit Lions        | S 21–26            | 3–1    |
| 5                 | Pittsburgh Steelers     | V 32–29            | 4–1    |
| 6                 | at Washington Redskins  | V 43–27            | 5–1    |
| 7                 | San Francisco 49ers     | V 35–27            | 6–1    |
| 8                 | Atlanta Falcons         | S 35–37            | 6–2    |
| 9                 | Settimana di pausa      | Settimana di pausa |        |
| 10                | at Carolina Panthers    | V 34–24            | 7–2    |
| 11                | at Atlanta Falcons      | S 17–24            | 7–3    |
| 12                | Cleveland Browns        | S 15–24            | 7–4    |
| 13                | Tampa Bay Buccaneers    | V 23–20            | 8–4    |
| 14                | at Baltimore Ravens     | V 37–25            | 9–4    |
| 15                | Minnesota Vikings       | S 31–32            | 9–5    |
| 16                | at Cincinnati Bengals   | S 13–20            | 9–6    |
| 17                | Carolina Panthers       | S 6–10             | 9–7    |

## Classifiche
| NFC South                |    |   |   |      |     |      |     |     |     |
|                          | V  | S | P | %    | DIV | CONF | PF  | PS  | STR |
| (2) Tampa Bay Buccaneers | 12 | 4 | 0 | .750 | 4–2 | 9–3  | 346 | 196 | V1  |
| (6) Atlanta Falcons      | 9  | 6 | 1 | .594 | 4–2 | 7–5  | 402 | 314 | S1  |
| New Orleans Saints       | 9  | 7 | 0 | .563 | 3–3 | 7–5  | 432 | 388 | S3  |
| Carolina Panthers        | 7  | 9 | 0 | .438 | 1–5 | 4–8  | 258 | 302 | V2  |